# Хумани геном
Хумани геном обухвата све молекуле ДНК једне гарнитуре хромозома (хаплоидног броја хромозома) човека. Он обухвата, у ствари, два генома:
1. сложени једарни геном који представља преко 99% укупног генома и
2. мали митохондријски геном.

Једарни геном обезбеђује огромну већину генетичких података од суштинског значаја за синтезу полипептида на рибозомима у цитоплазми. Митохондријски геном носи информацију за мали број протеина, док је већина протеина митохондрија кодирано једарним генима и синтетише се на рибозомима у цитоплазми, а затим допрема у митохондрије.
ДНК је изграђена од 4 различите азотне базе: аденина, гуанина, цитозина и тимина, које се понављају милајардама пута у геному. Тако хумани геном има три милијарде база које су заузеле своја места у 24 различита хромозома. Од њих, 22 хромозома су аутозоми поређани од највећег (1) ка најмањем (22), а преостала два хромозома су полни: X и Y.